# Chrysolina kaikana
Chrysolina kaikana é uma espécie de artrópode pertencente à família Chrysomelidae.